# Piazza dei Signori (Vicenza)

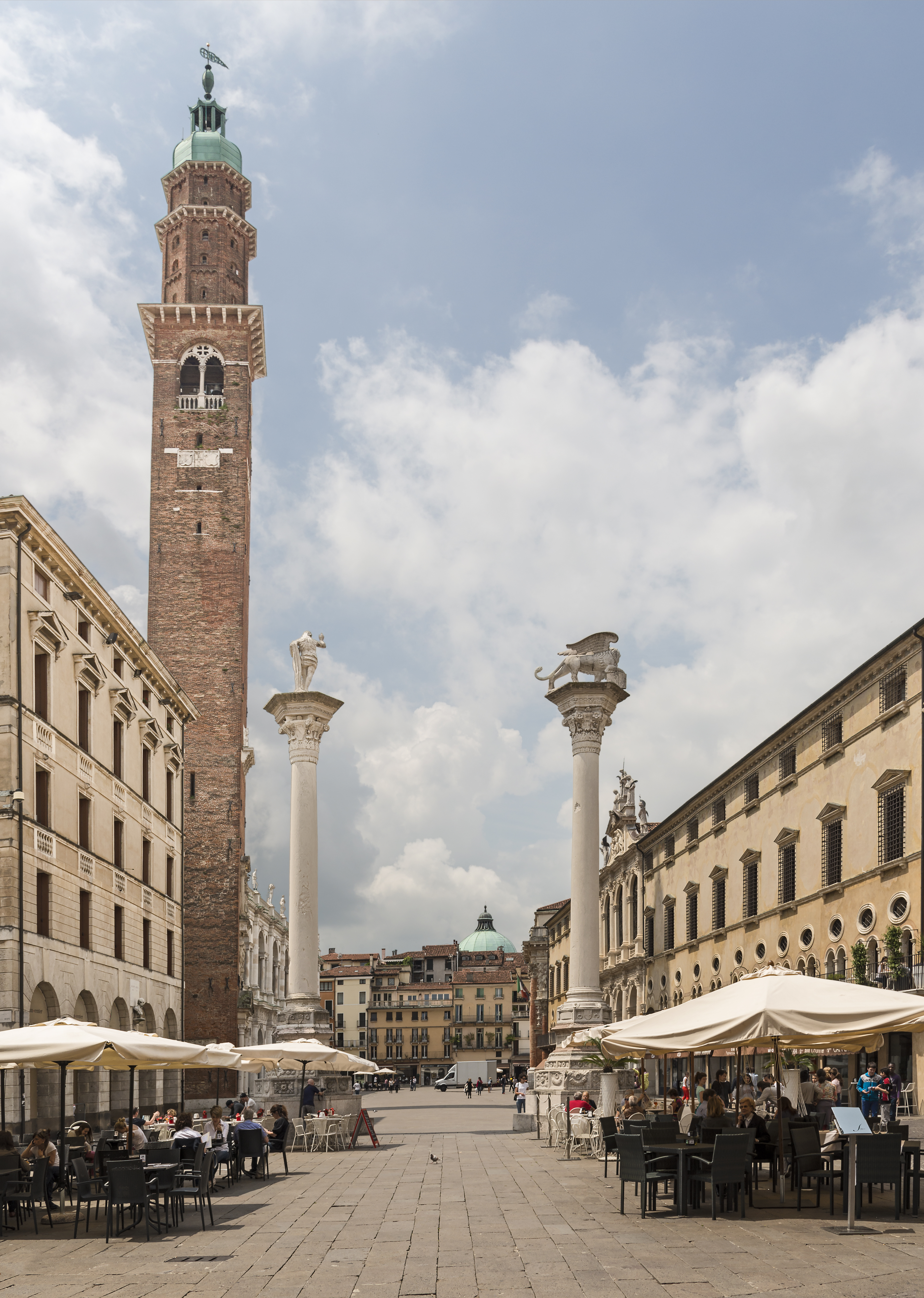
Veduta della piazza dal lato est (tra le due colonne), con a sinistra (lato sud) la Basilica Palladiana e a destra (lato nord) il Palazzo del Monte di Pietà.

Piazza dei Signori è la piazza principale del centro storico di Vicenza. Originariamente foro romano e luogo del mercato, la piazza costituisce tradizionalmente il crocevia degli affari e del tempo libero della città.
La piazza ha forma rettangolare e lungo un lato maggiore sorge la Basilica Palladiana e la torre Bissara, mentre nel lato opposto si ergono la Loggia del Capitanio (anch'essa opera di Palladio), il Palazzo del Monte di Pietà con la Chiesa di San Vincenzo e vi trovano sbocco numerosi viottoli. La piazza fu così chiamata dalle residenze, che vi si affacciavano, del podestà e del capitano, rappresentanti della Signoria di Venezia.

## Storia e descrizione

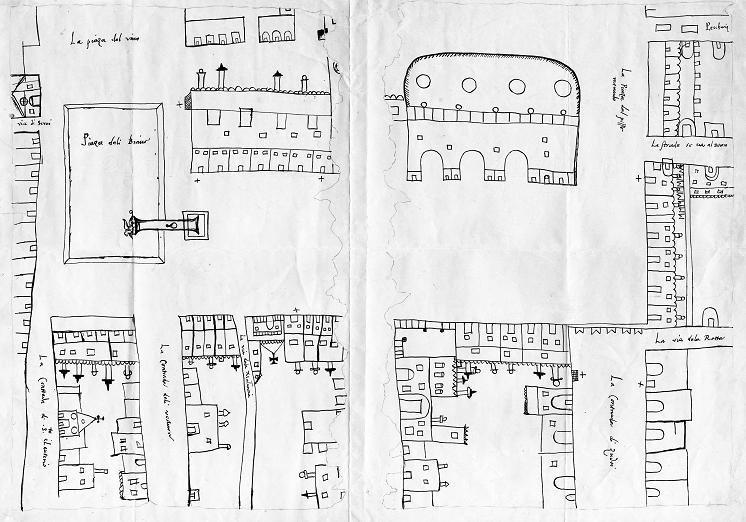
La piazza nel 1480-1481 nel disegno del Peronio di Vicenza (Vicenza, Biblioteca Civica Bertoliana).

La vasta area della Piazza dei Signori, sito del foro della Vicetia romana, corrispose nel Medioevo al Perònio (termine presente nel quarto Libro degli Statuti del Comune di Vicenza, del 1426, derivante secondo alcuni dal latino perones, le calzature di legno e di cuoio vendute sui banchi del mercato che si svolgeva in piazza), centro della vita politica, commerciale e sociale della città, formato dalle piazzette dei mercati (Piazza dei Signori; Piazza del Vino; piazza del pesce minuto; piazza delle Biade; contrada da le veture; contrada di Zudei, attuale contrà Cavour) nonché dai palazzi comunali presenti dal XIII secolo: Palazzo del Podestà, Palatium Vetus, Palatium Communis, ovvero i palazzi del governo e dove si amministrava la giustizia.
Parallelamente al lato minore orientale della piazza fu realizzata nel 1464 la prima delle due colonne attuali: il leone alato che la sovrasta è il simbolo della Repubblica di Venezia e vi venne sistemato nel 1473, dopo che Vicenza si era data alla Serenissima. Oltre un secolo e mezzo dopo fu affiancata da una seconda colonna, con la statua di Cristo Redentore, nel 1640. La scelta fu ampiamente discussa e fu decisa in onore della città e della sua cittadinanza. Dietro le colonne vi è la zona (che comprende anche la piccola piazza Biade) destinata un tempo a mercato delle granaglie (ancor oggi lo spiazzo è utilizzato in occasione dei mercati stagionali).
Lungo il perimetro della piazza sono tuttora collocate numerose attività commerciali, eredi delle botteghe di un tempo, tra cui quelle storiche ospitate dalle logge inferiori della Basilica Palladiana. Sulla piazza dà anche il medievale salone (o galleria) degli Zavattieri (antica corporazione dei ciabattini), già sede della borsa merci, che è oggi uno dei tre spazi indipendenti utilizzati per esposizioni temporanee che fanno parte della Basilica, all'estremità opposta dell'edificio, e al grande salone del consiglio dei Quattrocento al piano nobile.

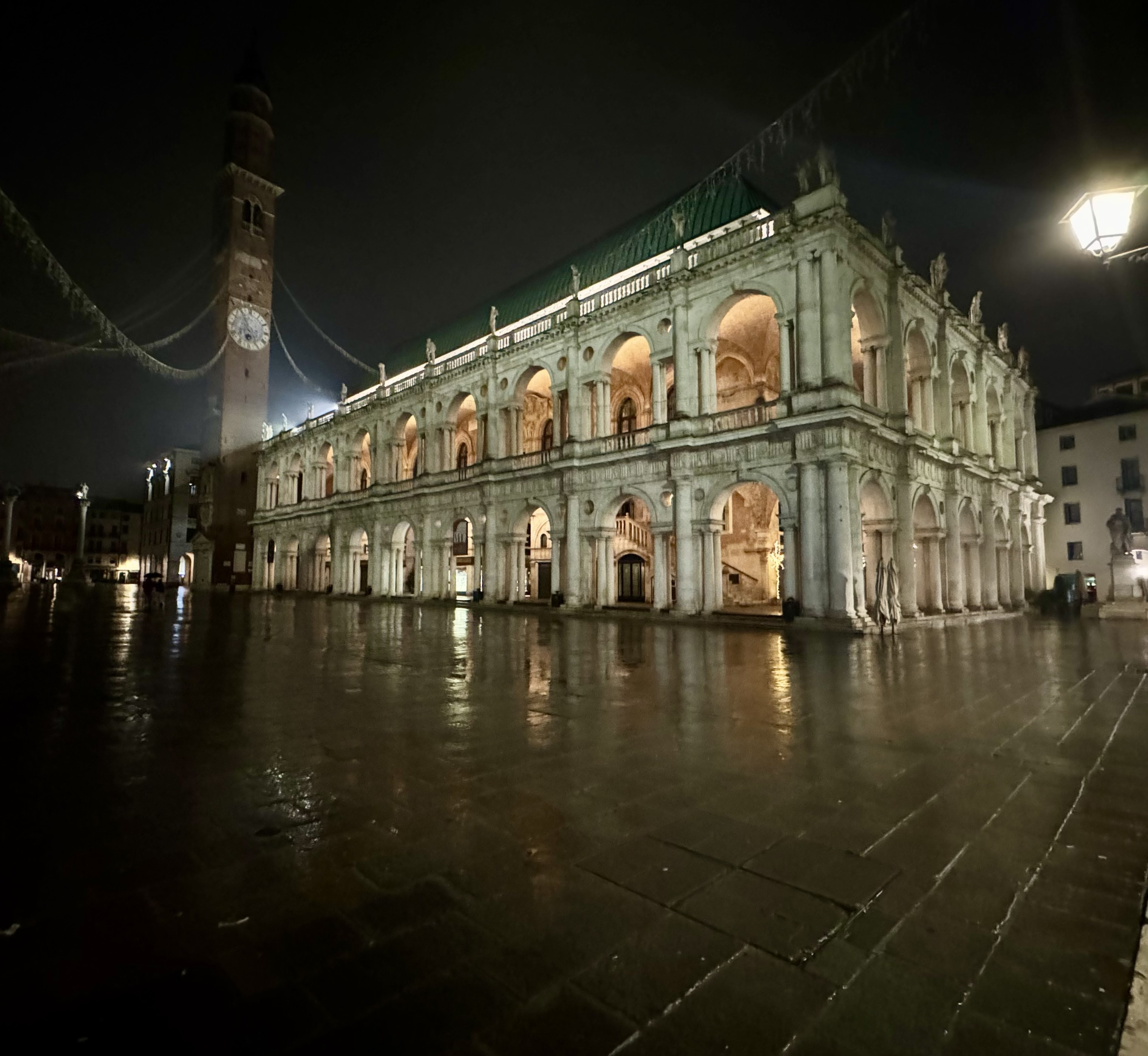
Piazza dei Signori e la Basilica Palladiana di notte

Sulla piazza, a lato della Basilica Palladiana, svetta la torre civica o Torre Bissara, che con i suoi 82 metri è tuttora una delle costruzioni più alte della città; fu rialzata più volte tra il Trecento e il Quattrocento su una base del XII secolo. Il suo orologio, opera di Faccio Pisano e collocato nel 1378, rappresenta un gioiello di tecnica meccanica e astronomica; infatti, oltre a battere le ore, l'orologio segna anche le fasi lunari.
Sul lato opposto alla Basilica sorge, con la sua grande loggia, il palazzo del Capitaniato, opera originale e matura di Andrea Palladio, progettata nel 1565 e costruita dal 1571 al 1572; nel lato verso Contrà del Monte, furono inseriti gli stucchi rievocativi della vittoria nella Battaglia di Lepanto, avvenuta proprio mentre era in corso la realizzazione dell'edificio.
Proseguendo sullo stesso lato verso il centro della piazza si incontra il palazzo del Monte di Pietà, con la sua facciata lunga ben 72 metri, che incorpora verso il centro la Chiesa di San Vincenzo (la cui origine risale al 1387), la cui pianta, derivando da un edificio preesistente, è in realtà disassata e obliqua rispetto alla facciata sulla piazza. 
Il Palazzo del Monte di Pietà è inferiormente di forme quattrocentesche, mentre nella parte superiore è di forme cinquecentesche. Giovanni Battista Zelotti lo aveva decorato esternamente con storie della vita di Mosè, affreschi andati perduti così come lo furono quelli di Domenico Bruschi che tra il 1907 e il 1909 aveva ridipinto l'edificio ispirandosi al medesimo soggetto.
Piazza dei Signori ospita durante l'anno numerosi eventi e spettacoli e si distingue per essere un luogo spesso adibito come punto di raccolta per manifestazioni. Al martedì e giovedì mattina vi si tiene il mercato cittadino.

## Galleria d'immagini

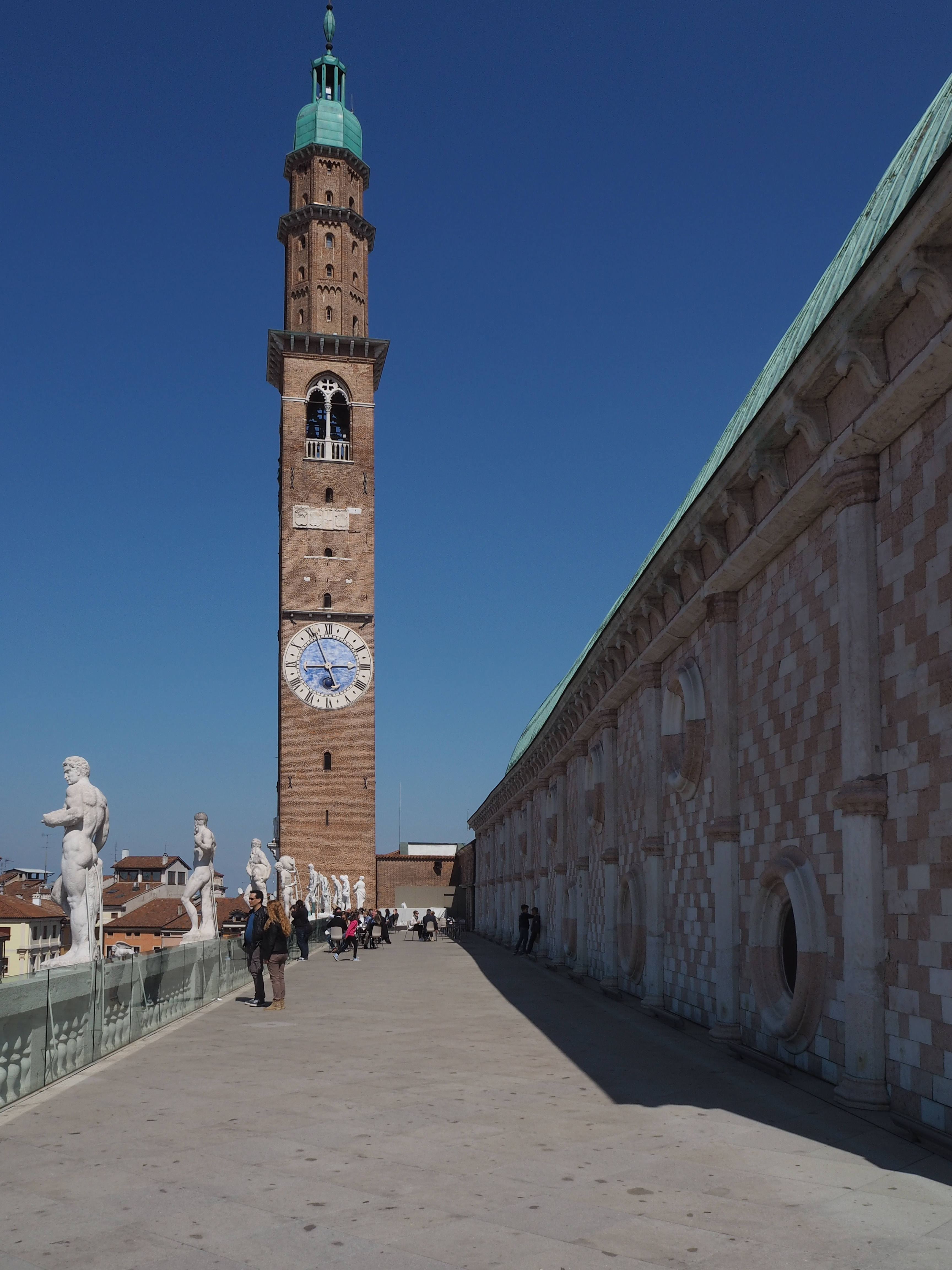
Torre Bissara vista dalla Basilica Palladiana
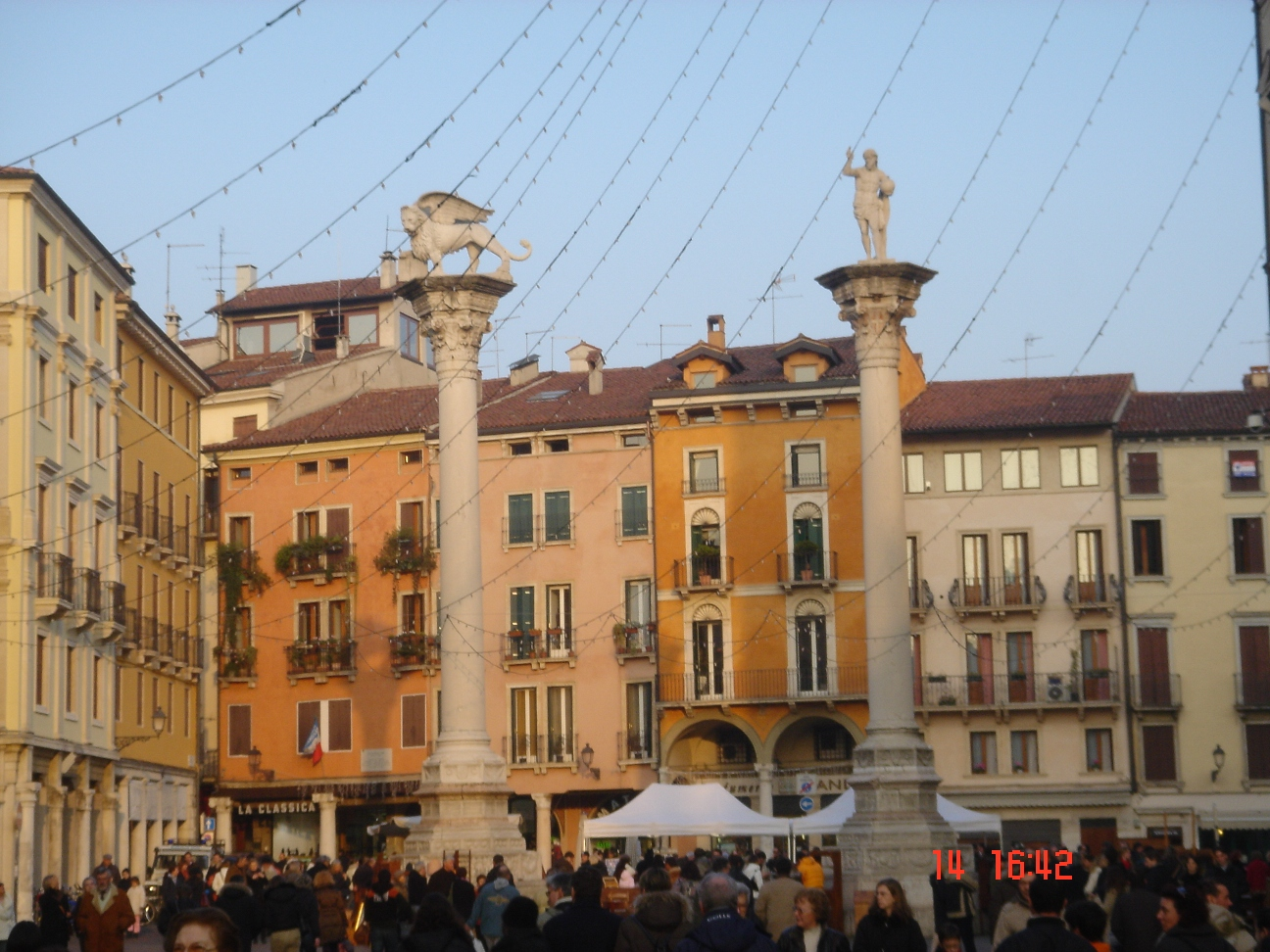
Le due colonne (a sinistra il leone alato, simbolo di San Marco e della Serenissimae, a destra il Redentore).
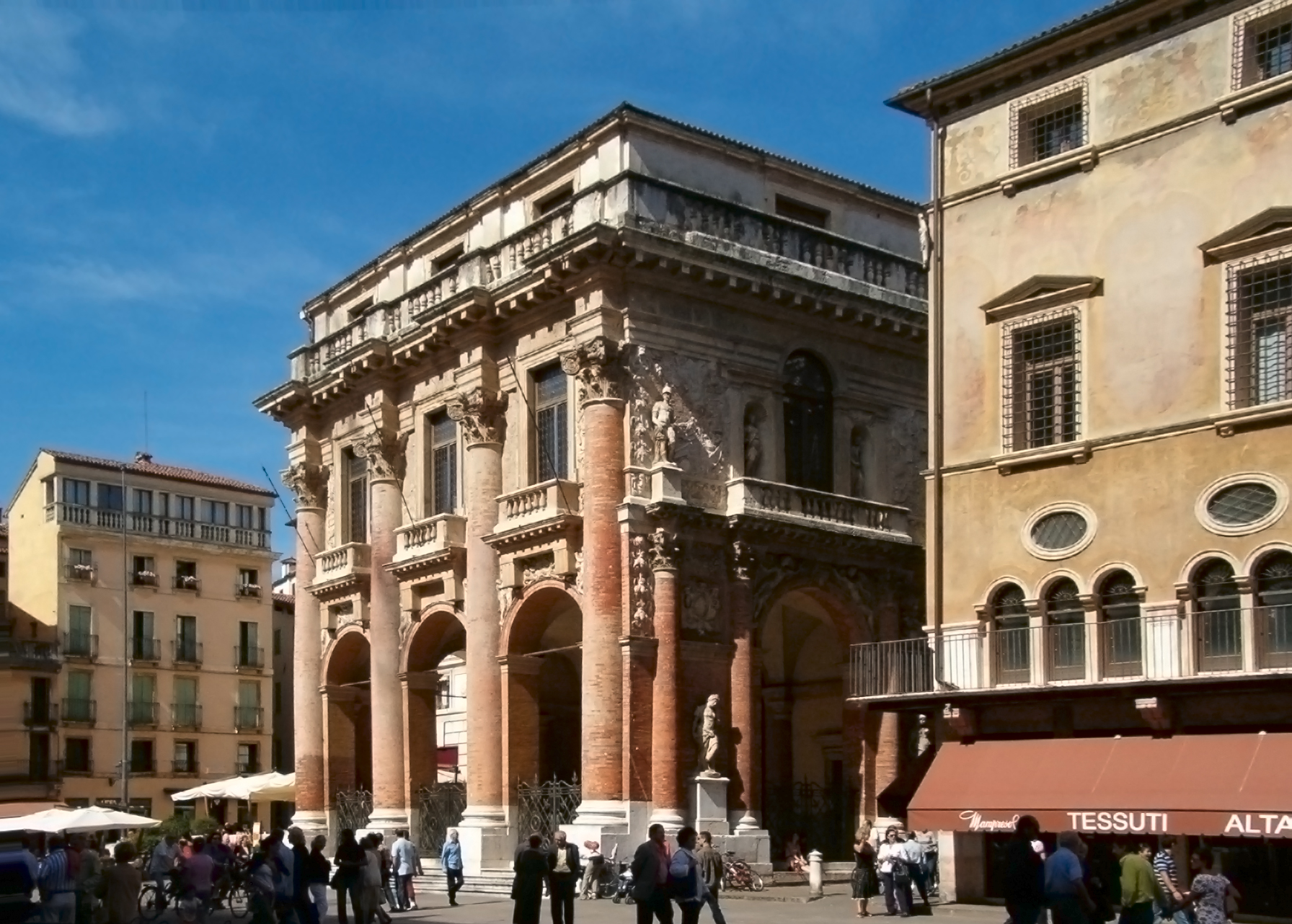
Il Palazzo del Capitanio e, subito a destra, l'inizio della facciata dell'ala ovest del palazzo del Monte di Pietà.
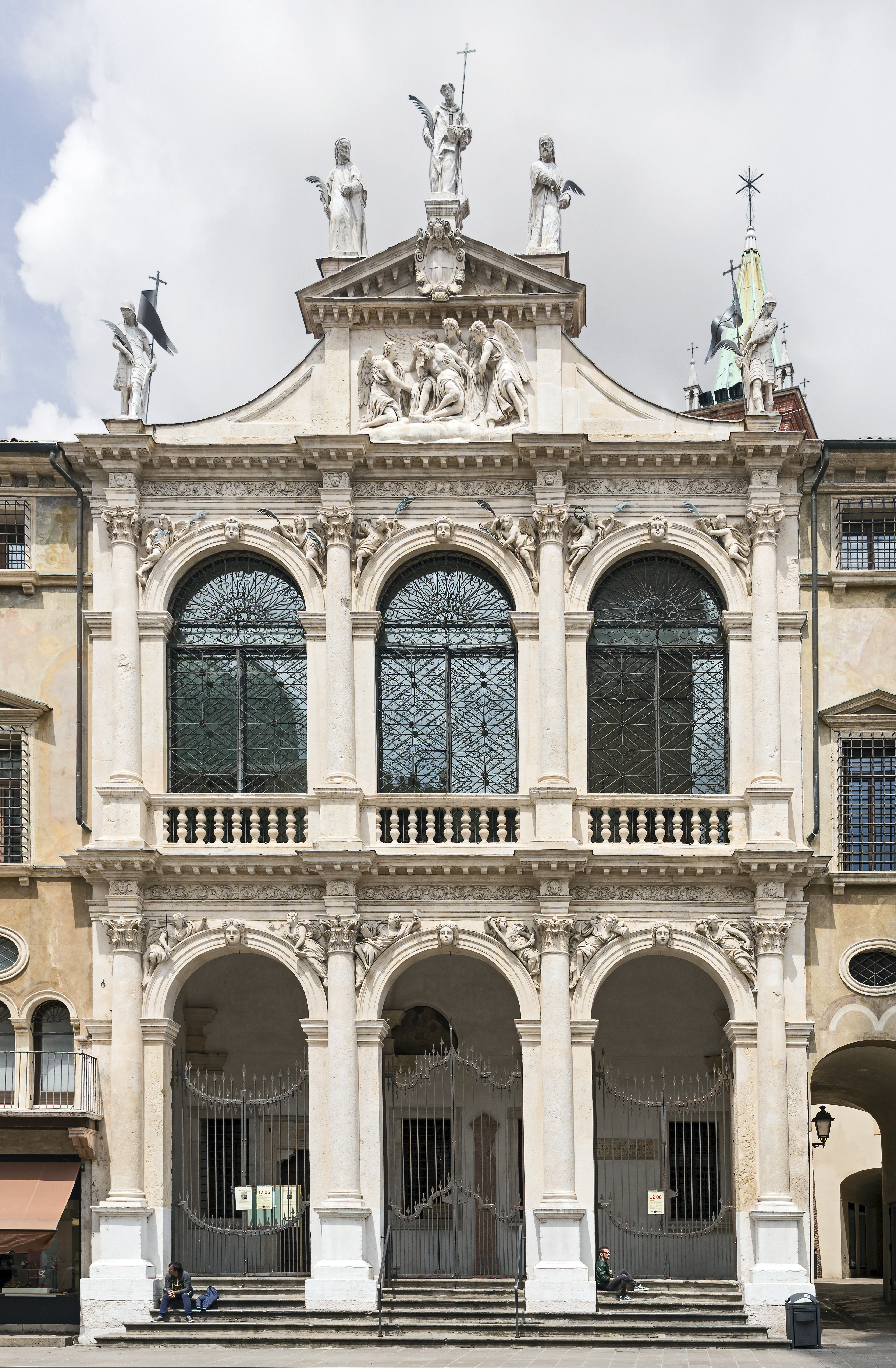
La facciata della chiesa di San Vincenzo con la loggia del Palazzo del Monte di Pietà.
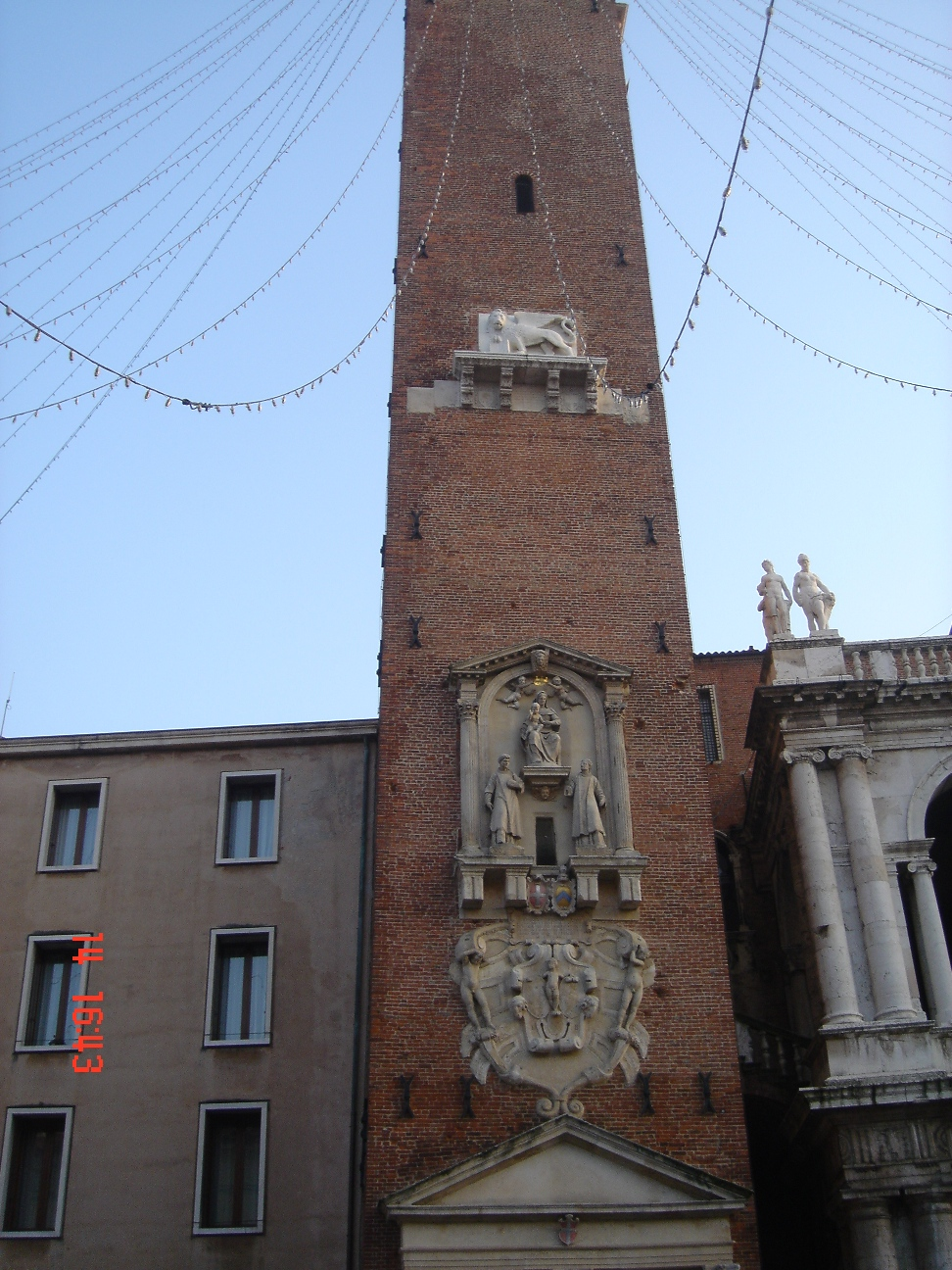
La Torre Bissara a lato della Basilica Palladiana con il fregio del leone di San Marco.
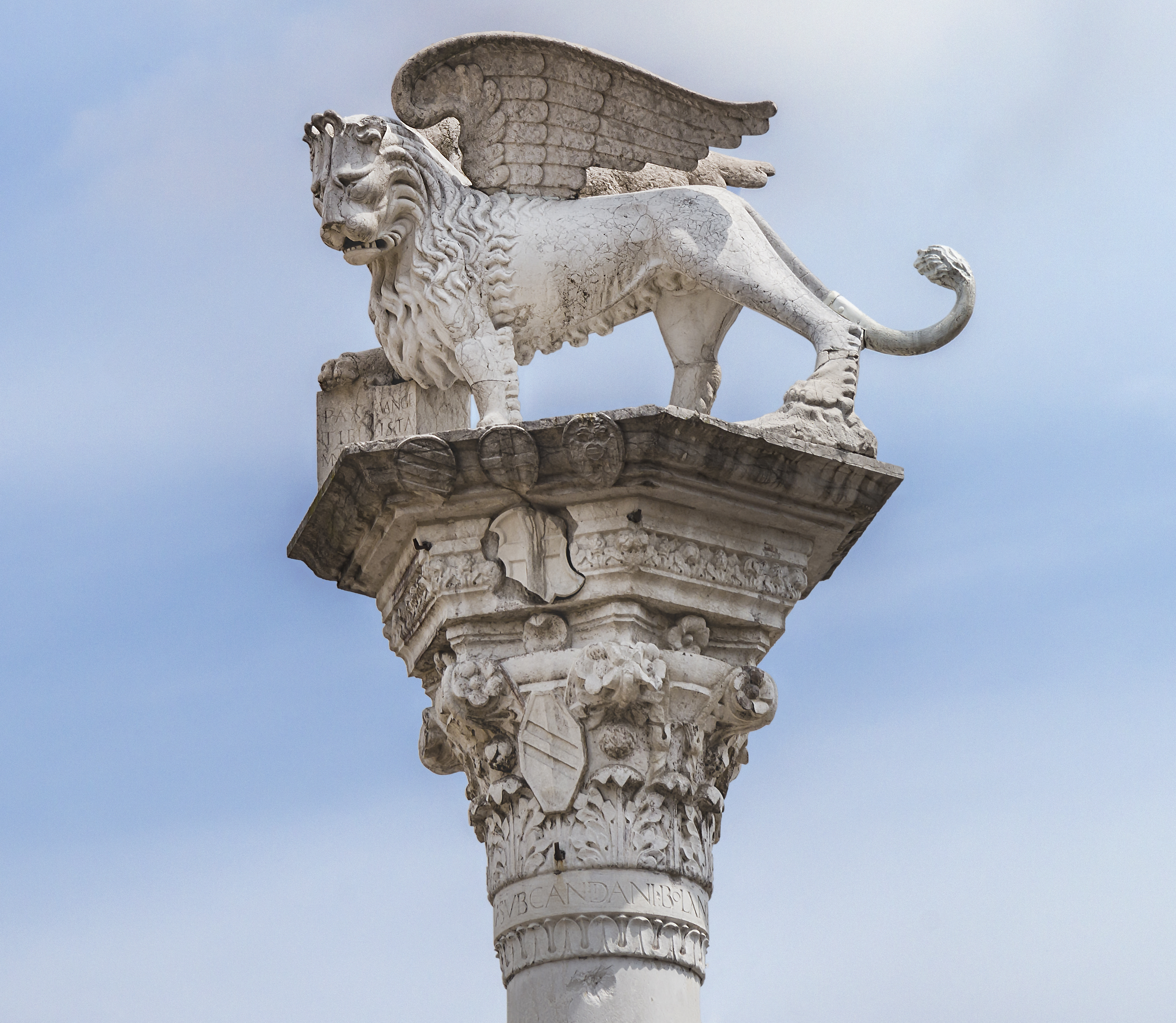
Particolare del leone marciano della piazza
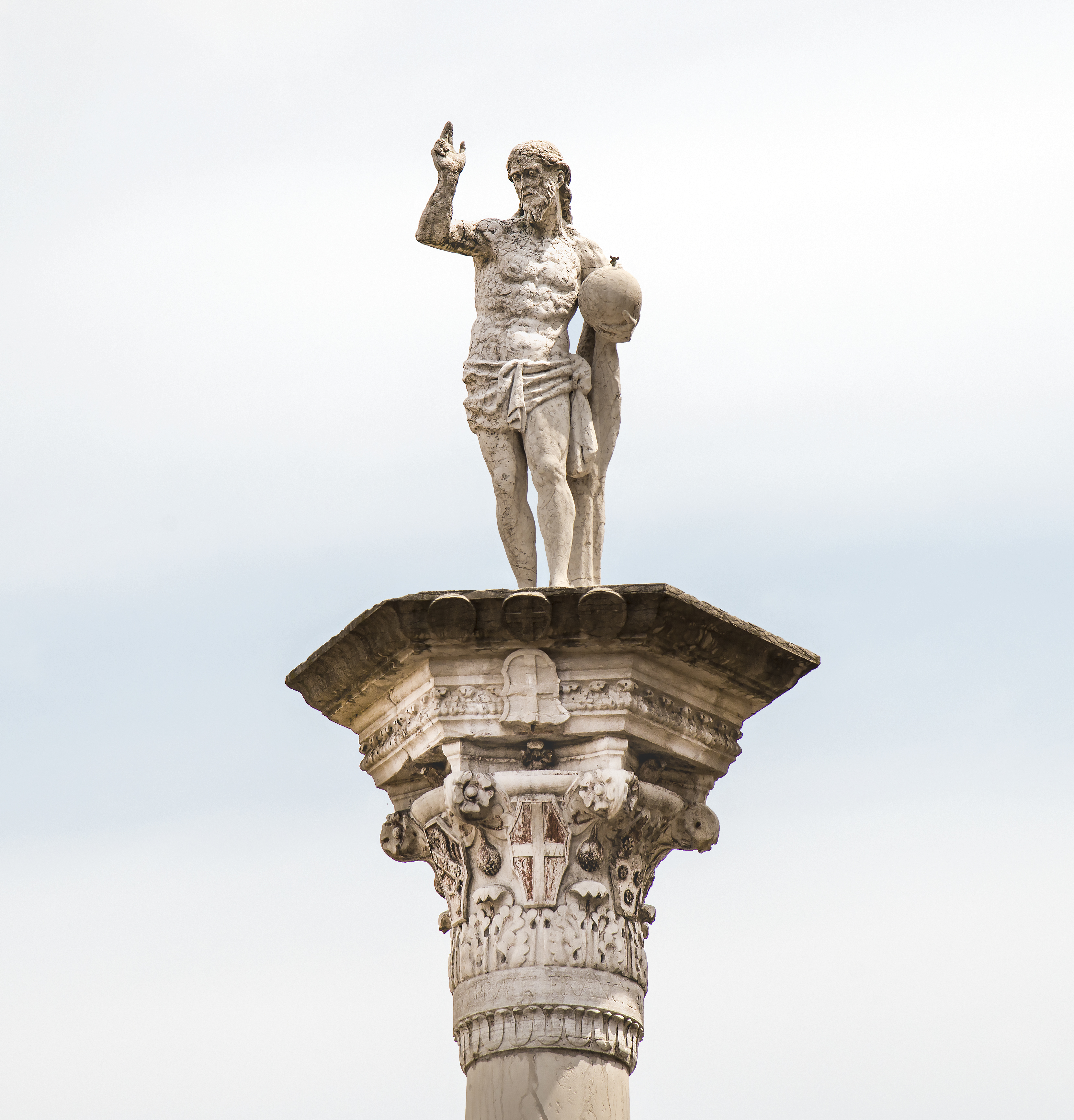
Piazza dei Signori Il Redentore